# King 810
King 810 est un groupe américain de nu metal, originaire de Flint, dans le Michigan.

## Histoire
King 810 est composé du chanteur David Gunn, du guitariste Andrew Beal, du bassiste Eugene Gill et du batteur Andrew Workman, tous originaires de Flint dans l'État du Michigan. Très tôt, les musiciens font face à des situations critiques. Les expériences de crimes au sein de la ville sont reprises dans les paroles des musiciens. En particulier, une attaque à main armée contre le chanteur David Gunn, au cours de laquelle il est blessé par balle et gravement atteint, est déjà reprise dans leurs chansons.
Cette expérience déclenche une nouvelle vision chez les musiciens, qui s'est déjà manifestée sur l'EP Midwest Monsters sorti en 2012. Une  polémique fait surface lors d'une apparition du groupe au Rock on the Range à Columbus dans l'Ohio, où six hommes portant des fusils d'assaut factices flanquaient le groupe, Le groupe a dû annuler une représentation au Download Festival en juin 2014, car deux musiciens du groupe sont arrêtés à l'aéroport de Détroit. La raison invoquée était l'implication des deux musiciens dans une bagarre.
En mai 2014, le deuxième EP proem sort sur Roadrunner Records, suivi le 15 août 2014 par le premier album Memoirs of a Murderer sur Roadrunner Records. Une tournée allemande annoncée pour octobre 2014 est partiellement reportée ou annulée. Ainsi, le groupe ne joue que des concerts à Cologne et à Berlin, tandis que des représentations à Schweinfurt, Munich et Hambourg sont complètement annulées. Entre le 29 octobre 2014 et le 7 décembre 2014, le groupe fait la première partie de Korn et Slipknot aux États-Unis, au Canada et en Europe.

## Style musical
Sur son premier album Memoirs of a Murderer, le groupe est souvent comparé à Slipknot. Metal.de cite en exemple des morceaux comme Killem All, Murder Murder et Best Night of My Life. Le chanteur David Gunn a également une voix comparable à celle de Corey Taylor. Le groupe mélange dans son son groove metal avec des emprunts au punk hardcore. Metal Hammer qualifie le groupe de nu metal.
Les paroles des chansons sont qualifiées par le Metal Hammer de « directes et débordantes de violence ». Le groupe y traite de la dure vie quotidienne dans sa ville natale de Flint, également appelée « Murdertown » et considérée comme l'un des endroits les plus dangereux des États-Unis.

## Discographie
- 2012 : Midwest Monsters (EP)
- 2014 : Proem (EP)
- 2014 : Memoirs of a Murderer (CD)
- 2015 : Midwest Monsters 2 (mixtape)
- 2015 : That Place Where Pain Lives (LP)
- 2016 : La Petite Mort or a Conversation with God (CD)
- 2017 : Queen (EP)
- 2019 : Suicide King (album)
- 2020 : AK Concerto No. 47, 11th Movement in G Major (album)
- 2023 : Follow my Tears (EP)